# Крушинино (Псковская область)
Крушинино — деревня в Опочецком районе Псковской области России. Входит в состав Звонской волости.
Расположена в 19 км к юго-востоку от города Опочка, на юго-западном побережье озера Крушинное.
Численность населения по состоянию на 2000 год составляла 22 человека, на 2012 год — 12 человек.